# Atanasio Catraro
Atanasio Catraro (Trieste, 1898 – ...) è stato un pubblicista e scrittore italiano. Membro di un'influente famiglia greca di Trieste, fu anche pronipote di Ciriaco Catraro (promotore della costruzione del palazzo della Borsa a Trieste). 
Tradusse in italiano diverse poesie di Konstantinos Kavafis, al quale era legato da un rapporto di amicizia e del quale frequentava spesso la dimora in Rue Lepsius 10, ad Alessandria d'Egitto. Fu proprio Catraro il promotore di un memorabile incontro avvenuto nel 1930 presso la casa dell'amico Kavafis tra il poeta e Filippo Tommaso Marinetti, il quale successivamente narrò l'incontro nel suo scritto Il poeta greco-egiziano Cavafy. 
Sulla sua amicizia con Kavafis, Catraro scrisse un libro di memorie, successivamente tradotto e pubblicato in Grecia nel 1970. Nel 1954 fu insignito dell'onorificenza di Cavaliere dell'Ordine della Stella d'Italia (già Stella della solidarietà italiana).